# Верендін
Верендін (рум. Verendin) — село у повіті Караш-Северін в Румунії. Входить до складу комуни Лункавіца.
Село розташоване на відстані 312 км на захід від Бухареста, 36 км на південний схід від Решиці, 109 км на південний схід від Тімішоари, 149 км на північний захід від Крайови.

## Населення
За даними перепису населення 2002 року у селі проживали 1947 осіб.
Національний склад населення села:
| Національність | Кількість осіб | Відсоток |
| -------------- | -------------- | -------- |
| румуни         | 1895           | 97,3%    |
| цигани         | 52             | 2,7%     |

Рідною мовою назвали:
| Мова      | Кількість осіб | Відсоток |
| --------- | -------------- | -------- |
| румунська | 1895           | 97,3%    |
| циганська | 52             | 2,7%     |